# 香港安老院問題
香港安老院問題，是指香港人口老化問題之下，社會對安老院需求增加，就安老院院舍質素及資助等各方面的問題，同時亦包括安老院操縱院友投票予親北京派候選人的問題。

## 院舍供應不足
不少長者都未能等到資助院舍位置，勞工及福利局局長羅致光曾形容本港安老院舍供應「愈追愈落後」。

## 操控院友登記選民及投票
於歷屆選舉，不少媒體都有報道指安老院疑成為種票基地，部分院友對於被登記為選民一事亦懵然不知。

### 2015年香港區議會選舉
於2015年香港區議會選舉前夕，蘋果日報，立場新聞及信報翻查選民登記冊，均發現安老院選民登記數字激增，其中在中西區西營盤選區，鄰近中聯辦的均益大廈二期有兩間安老院，合共有逾百個選民登記，兩安老院董事為香港海南社團總會副會長。
另外，於投票當日，亦有專人為長者安排專車接送往來老人院及投票站。其中於紅磡選區有一輛中港車牌的七人車負責接送，當中涉及金馬安老院及黃埔老人院。金馬安老院的院長在區選後暗示，接送的車輛是由最終勝選的民建聯林德成所安排。

### 2016年香港立法會選舉掌心雷事件
於2016年香港立法會選舉，社總於選舉當日派出監察隊到不同護老中心，監察安老院操控長者投票的問題，及後揭發土瓜灣順恩護老中心向院內長者大派發民建聯「卡片掌心雷」，再派青年裝扮成親人帶到票站投票。有長者受訪時直認是在院舍職員要求下投票予民建聯候選人（九龍西：蔣麗芸／超區：李慧琼）。記者其後到順恩查詢，院長直認有教長者投票，大叫「係呀！我犯法呀！出去告我呀！」，又推撞及襲擊記者。
及後10月《明報》跟進報道，該院有曾中風、認不到人的院友被帶到票站投票。社會福利署亦回覆確認，由於事件可能違反選舉指引，已轉介選舉事務處跟進，院舍負責人也承認沒就此徵詢其家人意見。

### 2018年3月香港立法會補選
於2018年3月香港立法會補選，蘋果日報報導，有多個住在安老院的長者被推到投票站投票，有長者被記者問及甚麼是DQ，以至有哪些候選人均不甚了了。

## 虐待老人
院友於安老院內得到的待遇，亦不時引起爭議。例如，於2009年落馬洲古洞的南方護老中心，一名護理主任被揭發掌摑患癡呆症婆婆及兩度塞她食屎，最後被裁定四項普通襲擊罪名成立，入獄六個月，賠償3,000元。
另外，於2015年5月，大埔運頭街劍橋護老院被揭發有職員在露天地方脫光長者衣服、輪候洗澡。其後立法會議員范國威等約10名新民主同盟成員，要求警方調查事件。至2016年，觀塘劍橋護老院的60歲智障男病人，因肺部感染不治，醫院其後在病人肛門發現紗布、棉花及疑似尿片膠貼，家屬疑病人被劍橋護老院工作人員惡意塞異物洩憤。

## 各界立場
- 職工盟屬下社區及院舍照顧員總工會理事鄭清發於回應2009年南方護老中心院友食屎一事時，批評事件反映業界出現培訓及監管兩大問題，建議當局加強及持續向從業員灌輸知識防止虐老，又可以仿照日本的分類管理安老院，設立老人癡呆症的專門安老院。[11]
- 長者家安老服務研究社主任區兆麟則指，當局除要提高護理員的訓練及監察安老院，可採取護理員發牌制度，甚至列虐老護理員黑名單作監控。[11]
- 工黨立法會議員張超雄主張修訂《安老院條例》，修例後劣質私院長遠必然被取締，而要令罰則及法例行之有效，政府便首先需要有接管院舍的能力，以保障住院長者便不會淪為被遣散的『人球』。他又認為，安老院應改由個人持牌，避免記錄不良者再涉足業界。[12]
- 民主黨：
  - 於2019年1月，民主黨曾就財政預算案提出，194項建議，其中包括增加安老院舍土地供應，撥款300億元作「十年百院」計劃，在未來五年增加至少12,000個長者津助宿位，以舒緩宿位不足的問題。[13]
  - 另外於2019年5月，勞工及福利局計劃更新安老服務統一評估機制，機制更新後長者或不能再同時輪候院舍及社區照顧服務。鄺俊宇批評，政府對長者福利問題視而不見，認為院舍及社區服務相輔相成，如長者在使用社區照顧服務期間身體狀況轉差，而需要院舍照顧服務，在新安排下可能需要長者重新輪候服務，令輪候時間延長。民主黨又建議政府以在新發展項目及土地項目中，額外預留0.5倍專屬社福設施地積比率的方式增加宿位，以解決宿位不足問題。[14]
- 新民主同盟：
  - 范國威於大埔劍橋護老院被揭發在露天地方脫光長者衣服、輪候洗澡事件中，范國威曾經連同10名新民主同盟成員，要求警方調查事件。[9]
  - 范亦於2018年6月曾經在立法會發言，指現時安老院舍平均輪候時間超過兩年，更有6000名長者在等候期間逝世，但是政府盈餘充足，顯示政府「非不能、實不為」。[15]

## 資料來源
1. ↑  陳琬蓉. .   [2020-05-18]. （原始内容存档于2020-08-25）. （页面存档备份，存于）
2. ↑  .   [2020-05-18]. （原始内容存档于2021-01-16）. （页面存档备份，存于）
3. ↑  甘樂宜. .   [2020-05-18]. （原始内容存档于2021-03-03）. （页面存档备份，存于）
4. ↑  . Apple Daily 蘋果日報.   [2019-11-29]. （原始内容存档于2016-11-10）. （页面存档备份，存于）
5. ↑  黃煒堯. .   [2020-05-18]. （原始内容存档于2020-05-22）. （页面存档备份，存于）
6. ↑  .   [2020-05-18]. （原始内容存档于2021-01-21）. （页面存档备份，存于）
7. ↑  .   [2020-05-18]. （原始内容存档于2018-03-12）. （页面存档备份，存于）
8. ↑  .   [2020-05-18].
9. 1 2  .   [2020-05-18].
10. ↑  .   [2020-05-18]. （原始内容存档于2019-08-17）. （页面存档备份，存于）
11. 1 2  .   [2020-05-18].
12. ↑  .   [2020-05-18]. （原始内容存档于2020-08-25）. （页面存档备份，存于）
13. ↑  .   [2020-05-18].[]
14. ↑  .   [2020-05-18]. （原始内容存档于2019-05-23）. （页面存档备份，存于）
15. ↑  潘希橋; 劉婉雯; 黃詠榆. [建制派提延伸跨境養老福利至大灣區　 議案遭否決 ] 请检查|url=值 (帮助).   [2020-05-18].